# Chêne-Sec
Chêne-Sec é uma comuna francesa na região administrativa de Borgonha-Franco-Condado, no departamento de Jura. Estende-se por uma área de 0,7 km². Em 2010 a comuna tinha 38 habitantes (densidade: 54,3 hab./km²).